# میدو سوپرانو
میدو سوپرانو (انگلیسی: Meadow Soprano) یک شخصیت خیالی در سریال تلویزیونی خانواده سوپرانو محصول شبکه اچ‌بی‌او است. این شخصیت توسط جیمی لین سیگلر به تصویر کشیده شده است. او در سریال نقش تنها دختر و فرند بزرگ تونی سوپرانو از روسای مافیا را بر عهده دارد. در فصول اولیه، میدو به عنوان یک بچه باهوش اما سردرگم معرفی می‌شود که شخصیت بیش از حد دراماتیک و تمایل او به زندگی در حالت انکار، تربیت تا حدودی آشفته او را نشان می‌دهد. در فصول بعدی، شخصیت او با درک واقعیت‌های زندگی، پول، سیاست و روابط توسعه یافت. برخلاف برادرش آنتونی جونیور با بازی رابرت ایلر، او در خانواده موفق محسوب می‌شود و مایه غرور والدینش است. در سال ۱۹۹۷، سیگلر به عنوان بازیگر نقش میدو سوپرانو انتخاب شد. هنگامی که مدیر برنامه‌اش برای اولین بار به او دربارهٔ تست بازیگری سوپرانوها گفت، سیگلر فکر کرد که باید به عنوان خواننده سوپرانو بخواند.

## زندگینامه شخصیت
میدو متولد ۱۳ سپتامبر ۱۹۸۲، اولین فرزند تونی با بازی جیمز گاندولفینی و کارملا سوپرانو با بازی ادی فالکو است.[۳] او در دوران دبیرستان در فعالیت‌های فوق برنامه، بازی در تیم قهرمانی فوتبال دختران و آواز خواندن در گروه کر و مسابقات مدرسه فعال بود. او به عضویت انجمن ملی افتخار درآمد و در دانشگاه کلمبیا تحصیل کرد. با توجه به تمام این دستاوردها و برنامه‌های فوق برنامه، او توسط تونی و کارملا مورد ستایش قرار می‌گیرد که باعث تنش بین او و برادرش انتونی جونیور می‌شود زیرا او به وضوح فرزند مورد علاقه تونی و کارملا است. پس از گذراندن سال اول تحصیل در دانشگاه کلمبیا، او به‌طور داوطلبانه در مرکز حقوقی برونکس جنوبی فعالیت می‌کرد.
پس از فارغ‌التحصیلی، میدو که علاقه‌مند به تبدیل شدن به یک متخصص اطفال بود، برای تحصیل در دانشکده پزشکی اقدام کرد. او افکار دیگری نیز داشت و بعداً به فعالیت در حرفه وکالت فکر کرد. میدو اغلب از اصل و نسب خود خشمگین بود، که از یک رشته روابط ناموفق سرچشمه می‌گرفت که از برخورد چدرش با یک دانشجوی کلمبیایی به نام نوح تاننبام شروع می‌شد. نوح به دلیل نژادی مختلط از یک مادر آفریقایی آمریکایی و یک پدر یهودی، با مخالفت نژادپرستانه تونی مواجه شد بعداً از میدو جدا شد. به دنبال آن یک رابطه عاشقانه با جکی آپریل جونیور، پسر دوست و همکار تونی شد، اما شادی موقت آنها با هم‌زمانی پایان یافت که جکی به او خیانت کرد و به‌طور فزاینده ای درگیر جنایات سازمان یافته شد. جکی در نهایت یک سرقت از یک بازی قمار را ترتیب داد که در آن یک مرد کشته و دو نفر دیگر زخمی شدند. درست قبل از مرگ جکی جونیور، میدو متوجه شد که او خیانت کرده است، اما مرگ او با این وجود برایش ناراحت‌کننده بود. او ابتدا تونی را به خاطر درگیری جکی با جنایت و مادرش کارملا را به خاطر ایستادن و حمایت از تونی سرزنش کرد بدون اینکه بداند این تونی بود که تلاش کرد تا آرزوهای مافیایی جکی را از بین ببرد و در بستر مرگ به پدر جکی قول داده بودکه جکی جونیور از زندگی اوباش دور می‌ماند.
در فصل نهایی سریال، میدو و فردی به نام پاتریک به‌طور جدی شروع به قرار ملاقات کردند. میدو با الهام از اشتیاق پاتریک به قانون، تصمیم گرفت به دانشکده پزشکی مراجعه نکند و در عوض به دانشکده حقوق برود. او شروع به برنامه‌ریزی عروسی خود با پاتریک کرد. در صحنه پایانی سریال، او بیرون از غذاخوری نشان داده می‌شود که دیر به آنجا رسیده تا برای شام با خانواده‌اش ملاقات کند.